# Boston Cup 1998 - Doppio
Il doppio del torneo di tennis Boston Cup 1998, facente parte del WTA Tour 1998, ha avuto come vincitrici Lisa Raymond e Rennae Stubbs che hanno battuto in finale 6–4, 6–4 Mariaan de Swardt e Mary Joe Fernández.

## Teste di serie
1. Lisa Raymond /  Rennae Stubbs (campionesse)
2. Naoko Kijimuta /  Nana Miyagi (primo turno)
3. Kristine Kunce /  Corina Morariu (primo turno)
4. Amanda Coetzer /  Barbara Schett (primo turno)

## Tabellone

### Legenda
| - Q = Qualificato - WC = Wild card - LL = Lucky loser | - ALT = Alternate - SE = Special Exempt - PR = Protected Ranking | - w/o = Walkover - r = Ritirato - d = Squalificato |